# Hugo von Philp

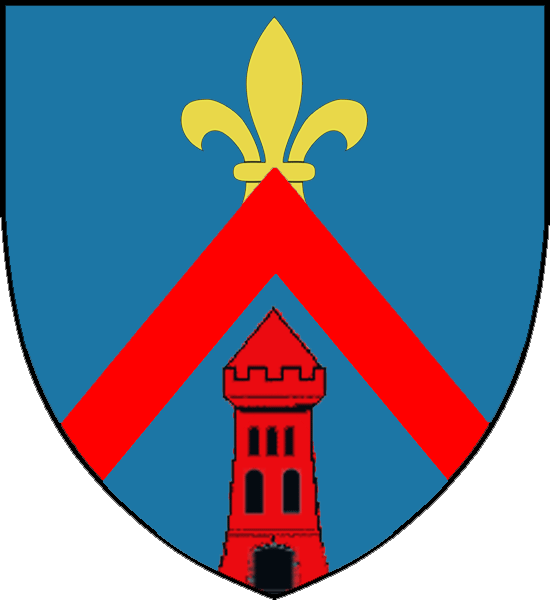
Vapen för ätten Philp

Hugo Velam von Philp, född 27 maj 1844 i Svea artilleriregementes församling, Stockholm, död 18 januari 1906 i Jakob och Johannes församling, Stockholm, var en svensk skolman.
Philp blev filosofie kandidat vid Uppsala universitet 1874 och filosofie doktor 1896. Han var lärare vid Stockholms lyceum 1869–71 och 1874–75, lärare i moderna språk vid Stockholms Ateneum 1875–80, var extra ordinarie lektor vid Stockholms realläroverk 1880–83 och blev adjunkt där 1883. Sedan juli 1888 var Philp tillsammans med ingenjör Emil Kellgren föreståndare för Afslutningskursen till studentexamen, från 1893 kallad Stockholms privatgymnasium.
Philp företog i studieändamål en hel del resor, i synnerhet till Frankrike. Han var en skicklig fransklärare och gav bland annat ut Franska skriföfningar (1878), Engelska skriföfningar och temata (1880) och Franskt konstruktionslexikon (1888).
Philp var gift med författaren August Strindbergs syster Anna Strindberg (1855–1937). Strindberg-verken Dödsdansen (1900) och Taklagsöl anses ha varit delvis baserade på detta äktenskap. Deras son medicine licentiat Henry von Philp (1877–1920) var gift med sin kusin, författarens dotter, Greta Strindberg (1882–1912).
Paren Philp är begravda på Almunge kyrkogård.